# Le Marais-la-Chapelle
Le Marais-la-Chapelle település Franciaországban, Calvados megyében. Lakosainak száma 95 fő (2022. január 1.). Le Marais-la-Chapelle Crocy, Les Moutiers-en-Auge, Fontaine-les-Bassets, Montreuil-la-Cambe és Ommoy községekkel határos.

## Népesség
A település népességének változása:
| Lakosok száma | 97   | 94   | 77   | 78   | 109  | 108  | 108  | 109  | 104  | 95   |
|               | 1968 | 1982 | 1990 | 2006 | 2013 | 2015 | 2017 | 2019 | 2020 | 2022 |